# José Mariano Jiménez Wald
José Mariano Jiménez Wald (Arica, 30 de enero de 1843 - Lima, 1 de agosto de 1901) fue un abogado, magistrado y político peruano. Fue presidente del Consejo de Ministros (1889 y 1893-1894), ministro de Gobierno (1889) y ministro de Relaciones Exteriores (1893-1894).

## Nacimiento y estudios
Fue hijo de José Jiménez y María Wald.  Natural de Arica, entonces puerto del sur peruano, a muy temprana edad fue enviado a Lima, para estudiar como interno en el Colegio Guadalupe. Sus estudios superiores los cursó en el Convictorio de San Carlos. Fue elegido presidente de la Sociedad Liberal, fundada por los jóvenes alumnos de San Carlos, la Escuela Normal, el Colegio Militar e instituciones privadas. Se contó entre los estudiantes universitarios que henchidos de entusiasmo patriótico concurrieron al combate del Callao del 2 de mayo de 1866. Se graduó luego de bachiller en Jurisprudencia y se recibió de abogado el 3 de octubre de 1870.

## Carrera en la magistratura y la docencia
Fue nombrado relator de la Corte Suprema, iniciando así su carrera en la magistratura. En 1876 fue elegido diputado titular por la provincia de Arica durante el gobierno de Mariano Ignacio Prado y reelecto en 1879 durante el gobierno de Nicolás de Piérola y la guerra con Chile. Durante ésta, pasó a ser prefecto y comandante general del Cusco, en marzo de 1880.
Nuevamente en Lima, fue nombrado vocal interino de la Corte Superior (1880), reconocido como vocal titular en 1883 y ratificado en 1886. Por entonces se graduó de licenciado y doctor en Jurisprudencia en la Universidad de San Marcos (1885). Poco después asumió en la Facultad de Jurisprudencia de la misma universidad la enseñanza de los cursos de Derecho Natural y Principios de Legislación (1887-1888).

## Presidente del Consejo de Ministros y ministro de Gobierno (1889)
Debido a sus méritos como hombre de leyes, el presidente Andrés A. Cáceres lo convocó para que colaborara con su gobierno, nombrándolo presidente del Consejo de Ministros y ministro de Gobierno, el 8 de marzo de 1889.
Tuvo que enfrentar la tenaz oposición parlamentaria a la aprobación del Contrato Grace, planteando entonces una política de conciliación y de modificaciones en dicho contrato. Pero no logró su objetivo y se vio obligado a renunciar (3 de abril de 1889).
Reasumió entonces su labor docente y fue elegido vocal de la Corte Suprema (1892).

## Canciller y presidente del Consejo de Ministros (1893-1894)
Durante el gobierno del coronel Remigio Morales Bermúdez fue nombrado ministro de Relaciones Exteriores y presidente del Consejo de Ministros (11 de mayo de 1893). En un informe que escribió en 1895, confesó que al principio rechazó la designación, pero el presidente lo convenció de que debía aceptar como un sacrificio por la nación. Influyó en su designación el hecho de ser de Arica, la provincia entonces ocupada por Chile.
Le correspondió efectuar las gestiones para la realización del plebiscito que debía decidir los destinos definitivos de las provincias de Tacna y Arica, al vencerse el plazo de diez años estipulado en el Tratado de Ancón de 1883. Para tal fin entabló negociaciones con el ministro plenipotenciario chileno acreditado en Lima, Javier Vial Solar. Propuso que dichas provincias pasaran a control de una tercera potencia mientras se realizaba el plebiscito; asimismo, exigió que el derecho al voto correspondiese sólo a los residentes nacidos en las provincias en disputa. Pero la cancillería chilena acabó por desautorizar a su representante y el plebiscito no llegó a implementarse.
La repentina muerte del presidente Remigio Morales Bermúdez, el 1 de abril de 1894, puso fin a su cargo de ministro. Causó controversia el hecho que el Consejo de Ministros, presidido por Jiménez, no transmitiera el mando al que le correspondía constitucionalmente: el primer vicepresidente Pedro Alejandrino del Solar, sino que lo hizo en la persona del segundo vicepresidente, el coronel Justiniano Borgoño.
Bajo el breve gobierno de Borgoño se realizaron unas controvertidas elecciones, que dieron el triunfo al general Andrés A. Cáceres, que asumió así por segunda vez a la presidencia. Esto provocó la revolución cívico-demócrata encabezada por Nicolás de Piérola, que triunfó y obligó a renunciar a Cáceres en 1895. 
El nuevo gobierno dispuso el enjuiciamiento del último gabinete de Morales Bermúdez y la inhabilitación política de sus miembros, por su responsabilidad en la ilegal ascensión del segundo gobierno cacerista. Entre los imputados se hallaba Jiménez. Aunque esta acusación fue aprobada en el Congreso, la causa fue finalmente sobreseída en la Corte Suprema (1895).  Jiménez pudo entonces retomar su labor docente en la universidad de San Marcos y en el desempeño de la magistratura.